# Siebenbürger Wochenblatt
Das Siebenbürger Wochenblatt war eine deutschsprachige Wochenzeitung, die von 1837 bis 1849 in Kronstadt (rum. Brașov) im Kaisertum Österreich erschienen ist. Sie gilt als Sprachrohr des liberalen siebenbürgisch-sächsischen Bürgertums. Ihr Herausgeber Johann Gött forderte eine stärkere Beteiligung der Bevölkerung an der politischen Willensbildung. Das konservative, regierungsfreundliche Gegenstück dieser Zeitung war Der Siebenbürger Bote in Hermannstadt. Die systematischen Veröffentlichungen zu den Vorgängen im siebenbürgischen Landtag führten zu Protesten der Abgeordneten und zu publizistischen Angriffen. Die Zeitung wandte sich überdies gegen die Magyarisierungspolitik. Im Laufe des Erscheinungszeitraums traten jedoch die politischen Nachrichten aus dem In- und Ausland gegenüber Kommentaren, Feuilletons oder Kulturnachrichten zurück, die vor allem in den Beilagen wie dem Satellit oder dem Unterhaltungsblatt für Geist, Gemüt und Vaterlandskunde enthalten waren. Diese hatten oftmals einen größeren Umfang als das eigentliche Hauptblatt. Hatte sich das Siebenbürger Wochenblatt zunächst als „Sprechsaal für alle Parteien“ verstanden, so änderte sich das Profil infolge der Revolution von 1848/49. Gött stellte das Erscheinen der Zeitung ein und gründete am 26. März 1849 mit der Kronstädter Zeitung ein dezidiert liberales Blatt, das sich für die Erhaltung der Errungenschaften der Revolution einsetzte.